# Ягубовка
Ягубовка (на руски: Ягубовка), още наричано Якубовка (на руски: Якубовка) е село в Бутурлински район, Нижегородска област, Русия. Населението му през 2010 година е 384 души.

## География

### Разположение
Ягубовка е разположена в централната част на Европейска Русия, на брега на река Пяна.

### Климат
Климатът на Ягубовка е умереноконтинентален (Dfb по Кьопен) с горещо и сравнително влажно лято и дълга студена зима.

## Население
| 1999 | 2002 | 2010 |
| ---- | ---- | ---- |
| 512  | 471  | 384  |